# André Dierickx
André Dierickx (Oudenaarde, 29 ottobre 1946) è un ex ciclista su strada belga.
Professionista dal 1969 al 1981, colse in carriera quasi quaranta vittorie, tra le quali due edizioni della Freccia Vallone e una del Meisterschaft von Zürich.

## Palmarès
- 1968 (Dilettanti)

Ronde van Vlaanderen Espoirs
- 1969 (Peugeot-BP-Michelin, una vittoria)

3ª tappa Tour de Romandie (Fribourg > La Chaux-de-Fonds)
- 1970 (Flandria, quattro vittorie)

Nokere Koerse
Grand Prix Pino Cerami
1ª tappa Grand Prix du Midi Libre (Montpellier > Nîmes)
Omloop der Vlaamse Gewesten
- 1971 (Watney-Avia, undici vittorie)

Brussels-Bever
2ª tappa Critérium du Dauphiné Libéré
4ª tappa Critérium du Dauphiné Libéré
Erembodegem-Terjoden
Grand Prix de Denain
Liedekerkse Pijl
3ª tappa Tour de Luxembourg (Echternach > Bettembourg)
Classifica generale Tour de Luxembourg
3ª tappa Tour de Picardie (Beauvais > Beauvais)
Classifica generale Tour de Picardie
Omloop van het Houtland
- 1972 (Beaulieu-Flandria, due vittorie)

4ª tappa Paris-Nice (St Etienne > Valence)
1ª tappa Giro del Belgio (Liegi > Herentals)
- 1973 (Flandria, due vittorie)

Freccia Vallone
Meisterschaft von Zürich
- 1974 (Merlin Plage, due vittorie)

Grote Prijs Stad Zottegem
Memorial Le Samyn
- 1975 (Rokado, quattro vittorie)

1ª tappa Tour d'Indre-et-Loire
Grand Prix de Wallonie
Gran Premio del Canton Argovia
Freccia Vallone
- 1976 (Maes, una vittoria)

Grosser Preis Union Dortmund
- 1977 (Maes, quattro vittorie)

Belsele-Puivelde
1ª tappa Étoile de Bessèges
Sint Kwintens-Lennik
Leeuwse Pijl
- 1978 (IJsboerke, una vittoria)

Classifica generale Giro del Belgio
- 1979 (IJsboerke, due vittorie)

8ª tappa Tour de Suisse (Laax > Horgen)
Omloop van West-Brabant
- 1981 (Safir, una vittoria)

Grote Prijs Briek Schotte

### Altri successi
- 1969 (Peugeot-BP-Michelin)

De Pinte (Criterium)
Zomergem (Criterium)
Zwevegem (Criterium)
Hamme (Criterium)
- 1970 (Flandria)

Bankprijs (Criterium)
Gullegem  (Criterium)
Stekene (Criterium)
Kustpijl (Criterium)
Ninove  (Criterium)
- 1971 (Watney-Avia)

Nederbrakel (Criterium)
Zele (Criterium)
Melle (Criterium)
Eine (Criterium)
Mere (Criterium)
Haaltert (Criterium)
Merelbeke (Criterium)
Sint-Lievens-Houtem (Criterium)
Oostrozebeke (Criterium)
- 1972 (Beaulieu-Flandria)

Heusden O-Vlaanderen (Criterium)
Strijpen (Criterium)
Sint-Denijs (Criterium)
Drongen (Criterium)
Mere (Criterium)
Merelbeke (Criterium)
- 1973 (Flandria)

Nederbrakel (Criterium)
Stekene (Criterium)
Herzele (Criterium)
Herne (Criterium)
- 1974 (Merlin Plage)

Moorsele (Criterium)
Peruwelz (Criterium)
Plumeliau (Criterium)
Ruddervoorde (Criterium)
Kluisbergen (Criterium)
Mere (Criterium)
Haaltert (Criterium)
Herzele  (Criterium)
Wetteren (Derny)
Wingene (Criterium)
Merelbeke (Criterium)
Bavegem  (Criterium)
- 1975 (Rokado)

Peer  (Criterium)
Bredene  (Criterium)
Wavre (Criterium)
Melle  (Criterium)
Sinaai (Criterium)
Ninove  (Criterium)
Merelbeke (Criterium)
- 1976 (Maes)

Zele  (Criterium)
Ninove (Criterium)
Sint-Denijs (Criterium)
Kortrijk (Criterium)
Herzele (Criterium)
Adinkerk (Criterium)
- 1977 (Maes)

Antibes (Criterium)
Zomergem (Criterium)
- 1978 (IJsboerke)

Berlare (Criterium)
Houthulst (Criterium)
Kruishoutem (Criterium)
Houtem (Criterium)
- 1979 (IJsboerke)

Belsele (Criterium)
Merelbeke (Criterium)
- 1980 (IJsboerke)

Kruishoutem (Criterium)
Sleidinge (Criterium)
Melle  (Criterium)
Dentergem  (Criterium)
Boechout (Criterium)

## Piazzamenti

### Grandi Giri
- Giro d'Italia

1973: 40º
- Tour de France

1972: fuori tempo (8ª tappa)
1974: 55º
1979: ritirato (16ª tappa)

### Classiche monumento
- Milano-Sanremo

1969: 23º
1970: 59º
1971: 12º
1972: 8º
1973: 51º
1974: 26º
1975: 57º
1977: 115º
1978: 14º
1980: 48º
- Giro delle Fiandre

1970: 16º
1972: 2º
1975: 15º
1976: 10º
1981: 30º
- Parigi-Roubaix

1970: 4º
1972: 2º
1974: 6º
1975: 3º
1977: 18º
- Liegi-Bastogne-Liegi

1974: 17º
1975: 5º
1976: 15º
1977: 2º
- Giro di Lombardia

1973: 5º
1975: 19º

### Competizioni mondiali
- Campionati del mondo

Mendrisio 1971 - In linea: 42º
Gap 1972 - In linea: ritirato
Yvoir 1975 - In linea: 20º
Nürburgring 1978 - In linea: 9º
- Giochi olimpici

Città del Messico 1968 - In linea: 19º